# Fukushima Shinta
Fukushima Shinta (福島 新太 Fukushiam Shinta, sinh ngày 28 tháng 1 năm 1989) là một cầu thủ bóng đá người Nhật Bản. Anh thi đấu cho Verspah Oita.

## Thống kê câu lạc bộ
| Thành tích câu lạc bộ | Thành tích câu lạc bộ | Thành tích câu lạc bộ | Giải vô địch | Giải vô địch | Cúp                   | Cúp                   | Cúp Liên đoàn | Cúp Liên đoàn | Châu lục | Châu lục  | Tổng cộng | Tổng cộng |
| Mùa giải              | Câu lạc bộ            | Giải vô địch          | Số trận      | Bàn thắng    | Số trận               | Bàn thắng             | Số trận       | Bàn thắng     | Số trận  | Bàn thắng | Số trận   | Bàn thắng |
| Nhật Bản              | Nhật Bản              | Nhật Bản              | Giải vô địch | Giải vô địch | Cúp Hoàng đế Nhật Bản | Cúp Hoàng đế Nhật Bản | Cúp Liên đoàn | Cúp Liên đoàn | AFC      | AFC       | Tổng cộng | Tổng cộng |
| --------------------- | --------------------- | --------------------- | ------------ | ------------ | --------------------- | --------------------- | ------------- | ------------- | -------- | --------- | --------- | --------- |
| 2007                  | Nagoya Grampus Eight  | J1 League             | 0            | 0            | 0                     | 0                     | 0             | 0             | -        | -         | 0         | 0         |
| 2008                  | Nagoya Grampus        | J1 League             | 0            | 0            | 0                     | 0                     | 0             | 0             | -        | -         | 0         | 0         |
| 2009                  | Nagoya Grampus        | J1 League             | 3            | 0            | 0                     | 0                     | 0             | 0             | 1        | 0         | 4         | 0         |
| 2010                  | Nagoya Grampus        | J1 League             | 1            | 0            | 0                     | 0                     | 0             | 0             | -        | -         | 1         | 0         |
| 2011                  | Tokushima Vortis      | J2 League             | 0            | 0            | 0                     | 0                     | -             | -             | -        | -         | 0         | 0         |
| 2012                  | Verspah Oita          | JFL                   | 18           | 0            | 2                     | 0                     | -             | -             | -        | -         | 20        | 0         |
| 2013                  | Verspah Oita          | JFL                   | 29           | 2            | 2                     | 0                     | -             | -             | -        | -         | 31        | 2         |
| 2014                  | Verspah Oita          | JFL                   | 16           | 0            | 1                     | 0                     | -             | -             | -        | -         | 17        | 0         |
| 2015                  | Verspah Oita          | JFL                   | 27           | 1            | 2                     | 0                     | -             | -             | -        | -         | 28        | 1         |
| 2016                  | Verspah Oita          | JFL                   | 28           | 0            | -                     | -                     | -             | -             | -        | -         | 28        | 0         |
| 2017                  | Verspah Oita          | JFL                   | 20           | 2            | 1                     | 0                     | -             | -             | -        | -         | 21        | 2         |
| Tổng cộng sự nghiệp   | Tổng cộng sự nghiệp   | Tổng cộng sự nghiệp   | 142          | 5            | 8                     | 0                     | 0             | 0             | 1        | 0         | 151       | 5         |